# South African Police

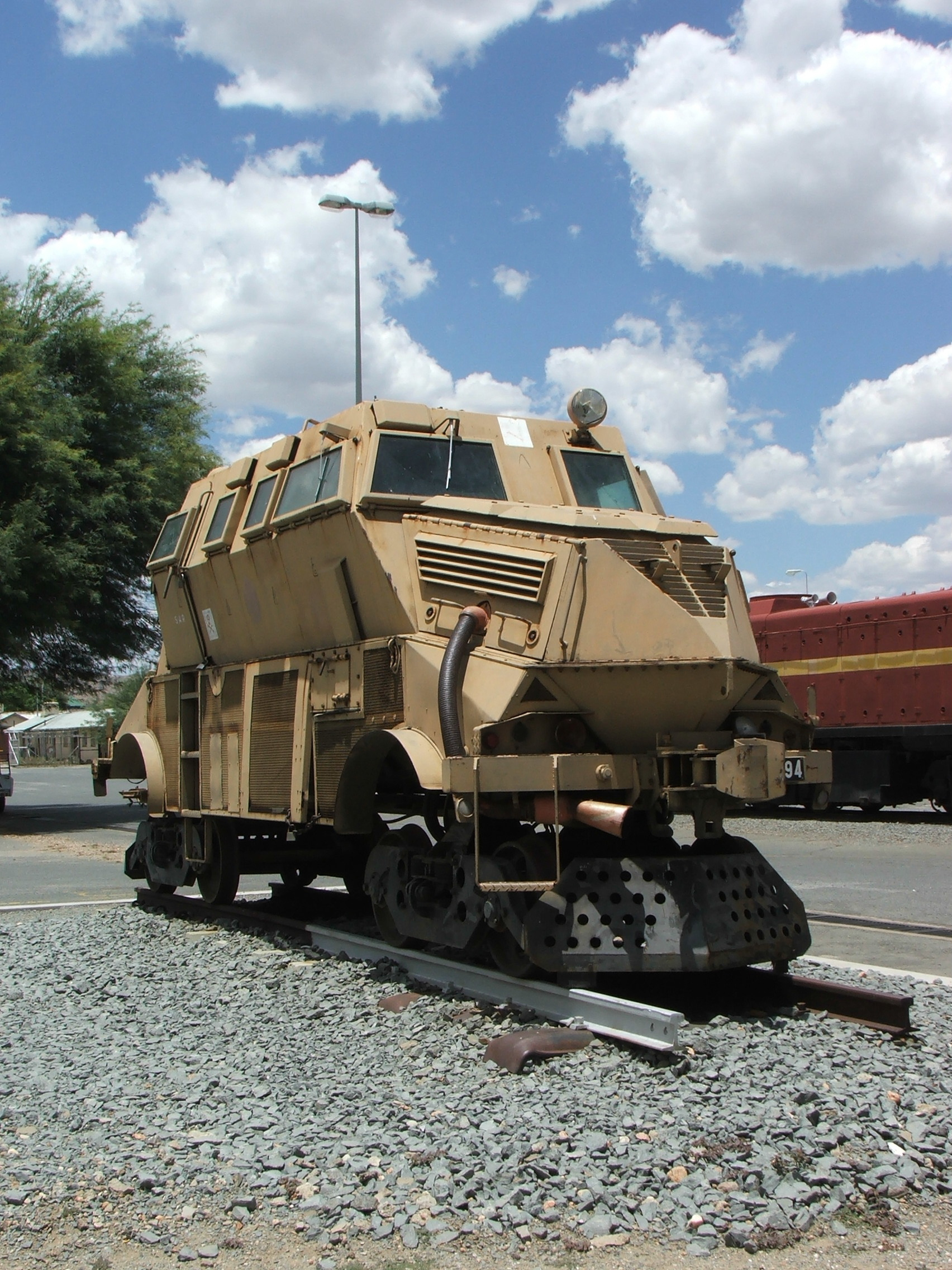
Ein Casspir der SAP, als gepanzertes Schienenfahrzeug in Südwestafrika genutzt

Die South African Police (SAP bzw. S.A.P.; afrikaans: Suid-Afrikaanse Polisie) war die nationale Polizei in Südafrika und weitgehend von der Militärpolitik beeinflusst. Sie existierte von 1913 bis 1994. In Südwestafrika (heute Namibia) stellte sie zwischen 1939 und 1981 ebenfalls die Polizei. Nach Beendigung der Apartheidpolitik wurde die SAP in den South African Police Service (SAPS; etwa: „Südafrikanischer Polizeidienst“) umgewandelt. Dazu erließ man 1995 den South African Police Service Act (Act No. 68).
Während der Zeit der Apartheid arbeitete die SAP eng mit der 1958 gegründeten South African Defence Force (SADF) zusammen, um politisch oppositionelle Aktivitäten und Unruhen innerhalb der Bevölkerung zu unterdrücken. Dabei wurden teils verdeckte Methoden der Aufstandsbekämpfung angewendet. Die SAP ist für zahlreiche Menschenrechtsvergehen verantwortlich, darunter Morde, Bombenanschläge und Entführungen. Die meisten Einheiten waren kaserniert untergebracht und militärisch ausgebildet. In Krisensituationen war sie militärischen Kommandoebenen unterstellt. Die Verknüpfung der Polizei mit militärischen und geheimdienstlichen Aufgaben verstärkte sich 1972 mit der Gründung des State Security Council. Aus dem Bericht der seit 1969 tätigen „Potgieter-Kommission“ (Commission to Inquire into Certain Intelligence Aspects of State Security) entwickelte sich die direkte geheimdienstliche Nutzung der vorhandenen Polizeistrukturen.
Daneben übte die SAP auch klassische Polizeiaufgaben aus, wie die Aufrechterhaltung der öffentlichen Ordnung und die Verfolgung von Verbrechen. Das Motto der SAP war Servamus et servimus, deutsch etwa: „Wir schützen und dienen“.

## Geschichte

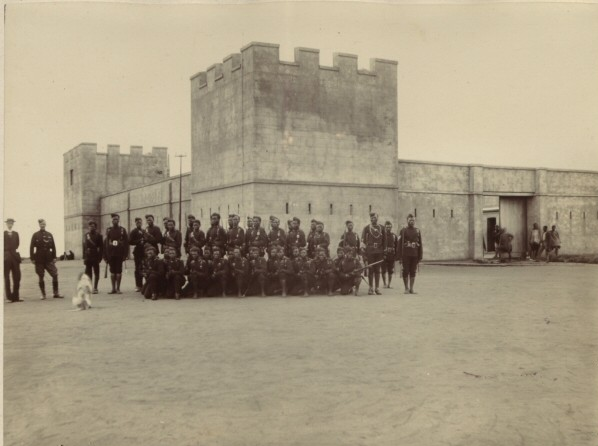
Polizeieinheit am Fort Nongquai, Zululand

### Vorgeschichte
Bis 1899 gab es in der Kapkolonie, der Kolonie Natal, dem Oranje-Freistaat und in Transvaal jeweils eigene Polizeiorganisationen. Mit dem Zweiten Burenkrieg wurden die Polizisten der beiden Kolonien zu den britischen Truppen eingezogen, die anderen zu den burischen Truppen. Nach Kriegsende wurde in Johannesburg und Pretoria die Transvaal Town Police gegründet, während die ländlichen Gebiete fortan der South African Constabulary unterstanden. 1908 wurde die Polizei in Transvaal und der Oranjefluss-Kolonie zur Transvaal and Orange River Police Forces umgewandelt. 1910 wurde der Commissioner of Police dieser Polizei, Theodorus Truter, mit der Gründung der Südafrikanischen Union zum Commissioner für ganz Südafrika ernannt. Ende 1911 wurde geplant, die südafrikanische Polizei in die South African Police (SAP) und die South African Mounted Riflemen (SAMR, afrikaans: Zuid-Afrikaanse Berede Schutters) aufzuteilen. SAP-Polizisten konnten im Kriegsfall eingezogen werden, während SAMR-Männer Militärangehörige waren, die in Friedenszeiten Polizeiaufgaben übernahmen, etwa in den Wohngebieten der Schwarzen.
Die schließlich zusammenfassende Regelung traf der Police Act (Act 14 of 1912), der am 1. April des Folgejahres in Kraft trat. Unter den South African Mounted Rifles wurden nun Einheiten der Cape Mounted Police (CMP), Cape Mounted Rifles (CMR), Natal Police (NP) und Transvaal Police (TP) zusammengefasst. Das waren paramilitärisch organisierte Gruppierungen aus überwiegend schlecht ausgebildeten und schlecht bezahlten Personen, deren gemeinsames Merkmal in einer rassistisch geprägten Vorurteilshaltung gegenüber der nichteuropäischen Bevölkerung zum Ausdruck kam. Die neue South African Police setzte sich aus allen anderen bisherigen kolonialen Polizeigruppen zusammen, mit Ausnahme der Bezirkspolizei von Pietermaritzburg und Durban.

### Von der Gründung bis zur Parlamentswahl 1948
1913 erlangte unter General James Barry Munnick Hertzog auch der Defence Act (deutsch etwa: „Verteidigungsgesetz“) Rechtskraft und die SAP wurde gegründet, drei Jahre nach Gründung der Südafrikanischen Union.
Bereits 1913 und 1914 sowie 1922 gab es im Witwatersrand-Gebiet ausgedehnte Streiks, die die SAP nur durch Zuhilfekommen von Soldaten eindämmen konnte. Nach dem Defence Act war die enge Zusammenarbeit von Polizei und Armee durchaus vorgesehen. Während des Ersten Weltkriegs war die SAMR militärisch eingesetzt, so dass die SAP ihre Aufgaben im Inland übernehmen musste. Lediglich die SAMR und die Durban City Police wurden nicht Teil der SAP. Anfangs war die SAP nur für die Städte zuständig, während in den ländlichen Gegenden die SAMR als Polizei auftraten, eine Abteilung der Union Defence Force, der damaligen Armee Südafrikas. 1920 wurden die SAMR-Mitglieder von der SAP aufgenommen. Die SAP übernahm in der Folge die Polizeidienste im Raum Pietermaritzburg, 1936 auch im Raum Durban. Damit waren alle Polizeikräfte des Landes bis auf die South African Railway Police Force (etwa: „Südafrikanische Eisenbahnpolizei“) und das South African Military Police Corps („Südafrikanisches Militärpolizeikorps“) in der SAP vereinigt.
1939 übernahm die SAP die South West African Police und stellte damit die Polizeidienste in Südwestafrika, das damals von Südafrika verwaltet wurde.
Während des Zweiten Weltkriegs stellten Polizisten einen Teil der „Südafrikanischen Zweiten Infanteriedivision“ in Nordafrika, die bei Tobruk von deutschen Wehrmachtstruppen besiegt wurde.

### Zeit der Apartheid

#### Wichtige Ereignisse und Etappen
Als die National Party bei den Parlamentswahlen 1948 die liberalere United Party geschlagen hatte, wurden neue Gesetze erlassen, die die Zusammenarbeit von Polizei und Militär verstärken sollten. Zugleich verstärkte sich der Einfluss der burischen Nationalisten auf die SAP. Es gehörte nunmehr zu den Polizeiaufgaben, die Prinzipien der eingeschlagenen Politik einer „getrennten Entwicklung“, allgemein als Apartheid bezeichnet, bedarfsweise mit Gewalt durchzusetzen. Die Polizeikräfte wurden mit schlagkräftigeren Waffen ausgerüstet, um als feindlich angesehene Menschenmengen kontrollieren zu können. Die technische Ausstattung nahm immer mehr das Niveau von Bodenkampfverbänden einer Armee an. Örtliche Polizeistationen verfügten über Bestände an Gewehren und Maschinenpistolen.
Der Police Act (No. 7) von 1958 erweiterte die Aufgaben der Polizei, so dass sie Unruhen unterdrücken und Maßnahmen zur Aufstandsbekämpfung anwenden durfte. Die enge Zusammenarbeit mit der als SADF transformierten Armee blieb bestehen und erfuhr sogar eine schrittweise Vertiefung. Die Polizei inhaftierte rund 80.000 Menschen zwischen 1960 und 1994 ohne Anklage. In Polizeihaft starben von 1963 bis 1985 74 Personen. Der Police Amendment Act (No. 74) von 1965 ermöglichte es der Polizei, ohne Haftbefehl Personen und ihre Fahrzeuge innerhalb einer Meile vor einer Grenze zu durchsuchen und dabei gefundene Gegenstände einzubehalten. Ab 1979 wurde diese Zone auf acht Meilen ausgedehnt, 1983 auf das gesamte Land.
Die Polizeireserve, in den 1960er Jahren auf Initiative des damaligen Justizministers Balthazar Johannes Vorster gegründet, erlaubte es der Regierung, ehemalige Polizisten für 30 bis 90 Tage pro Jahr zu verpflichten, sowie im Notfall zu weiteren Zeiten. 1981 wurde eine weitere Reserve eingerichtet, die aus unbezahlten Freiwilligen bestand, die eingeschränkte Polizeiaufgaben wahrnehmen durften. Die Polizei verstärkte die Verwendung von spezialisiertem Teilzeitpersonal, etwa der Kitskonstabels (afrikaans für „Sofortkonstabel“; offiziell Special Policemen), zur Bekämpfung von Unruhen in den 1980er Jahren. So warb man 1987 fast 9000 Kitskonstables an. Nach einem sechswöchigen Kurs wurden diese meist „schwarzen“ Männer bewaffnet und in Unruheherde geschickt, vorzugsweise Townships. Obwohl die Ausbildungszeit verdoppelt wurde, trug ihre oft brutale Vorgehensweise zur wachsenden Feindseligkeit zwischen Polizei und Öffentlichkeit in den späten 1980er Jahren bei.
Die Vorgehensweise der Polizei im Jahr 1960 in dem Durbaner Vorort Cato Manor erregte landesweites Interesse. Dabei kamen auch neun Polizisten ums Leben.
Zwischen 1962 und 1964 kam es zu einem engagierten Ausbau der Sicherheitspolizei mit umfassenden Ausbildungsaktivitäten. Im Zeitraum 1965 und 1966 konzentrierten sich die Schulungen auf Fragen der inneren Sicherheit, in deren Rahmen 135 Beamte dieser Security Branch eine darauf abgestimmte Fortbildung erhielten und hierzu für landesweit 5106 Mitarbeiter der SAP in 26 Kursen spezifische Instruktionen erfolgten. Im Fortgang dieser Entwicklung nutzte die Sicherheitspolizei unter Inanspruchnahme regionaler Polizeikräfte sowie Mitarbeitern der Kriminalabteilung (CID) im ganzen Land örtliche Polizeistationen für Verhöre und Internierungen von politisch missliebigen Personen. Damit ging eine Aufhebung bisheriger gesetzlicher Verfahrensvorschriften und die Ausweitung von Handlungsspielräumen einher, um auf einfachen Verdacht hin extensive Isolationsmaßnahmen mit Verhören ausüben zu können. Auf diese Weise gewannen die Sicherheitsbeamten viele Informationen und konnten gezielte Zersetzungsmaßnahmen etablieren.
Balthazar Johannes Vorster kam 1961 in das Amt als Minister für Justiz und Strafvollzug, wodurch er auch für die SAP die Zuständigkeit erhielt. Bereits kurz nach Amtsantritt beorderte er den bisherigen Chef der Kriminalabteilung, Hendrik Johan van den Bergh, im Rang eines Oberstleutnants zum Leiter der Sicherheitspolizei. Beide waren während des Zweiten Weltkriegs wegen politischer Nähe zum Nationalsozialismus von der südafrikanischen Regierung zusammen interniert gewesen. Trotz der Ermordung des Premierministers Verwoerd 1966 im Parlament erlitt die Macht der Sicherheitspolizei keinen Abbruch. Vorster wurde dessen Nachfolger, gab das Ministerium ab, behielt aber die Zuständigkeit für die Polizei. Inzwischen stieg van den Bergh zum Generalleutnant und zum Vizekommandeur der Polizei auf. Vorster ernannte ihn schließlich zum Sicherheitsberater im Bereich des Premierministers. Aus dieser Stellung heraus übernahm dieser zwischen 1968 und 1969 den Aufbau und die Führung des neu geschaffenen Geheimdienstes BOSS.
Die 1972 in der Universität Fort Hare ausbrechenden Studentenunruhen wandten sich gegen die politische Einschüchterung von Lehrkräften in Verbindung mit der als diktatorisch empfundenen Gesinnung des Rektors Johannes Marthinus de Wet und gegen die langjährigen Aktivitäten der Polizei im Campusgelände. Die Sicherheitspolizei nahm zuvor den lokalen Repräsentanten der South African Students’ Organisation (SASO) fest.
Ab 1972 waren Frauen im Polizeidienst zugelassen.
In den 1970er und 1980er Jahren wurden mit personeller Hilfe der SAP Polizeieinheiten in den Homelands der „Schwarzen“ aufgebaut, die teilweise formal unabhängig waren. Dabei nahmen auch „weiße“ SAP-Offiziere Führungspositionen ein. 1978 wurde die SAP umfassend umstrukturiert. Fortan war sie in 18 Divisions, 80 Districts und 1040 Polizeistationen aufgeteilt.
Eine schon früher aufgekommene kritische Presseberichterstattung im In- und Ausland über die weit verbreitete Polizeipraxis führte im Dezember 1979 zur Einsetzung der Steyn-Kommission, deren Empfehlungen zu einer massiven politischen Einflussnahme auf die südafrikanischen Medien beitrug.
Während der frühen 1980er Jahre wurde in Polizeieinheiten nicht mehr nach Hautfarbe unterschieden. Die meisten Polizisten waren aber getrennt nach Hautfarbe ausgebildet worden. So waren die meisten „schwarzen“ Polizisten in Hammanskraal bei Pretoria trainiert worden, die meisten „Weißen“ in Pretoria, die meisten Coloureds in Bishop Lavis bei Kapstadt sowie die Asiaten in Wentworth und später in Chatsworth bei Durban. Auch Polizeikräfte der formal selbstständigen oder autonomen Homelands wurden an diesen Polizeischulen ausgebildet. 1993 begann die Aufhebung der Trennung nach Hautfarbe, 1995 war die Integration vollständig. Fast alle Führungspositionen waren aber von „weißen“ Männern besetzt.
1986 übernahm die SAP die South African Railways Police Force. Ab etwa 1986 unterstützte die SAP in Natal verdeckt gewaltsame Aktionen von Inkatha-Mitgliedern gegen Einwohner, die dem ANC nahestanden.

#### Menschenrechtsverletzungen und deren legislativer Schutz
Die in Folge auftretenden Menschenrechtsverletzungen in Polizeistationen und Gefängnissen gerieten schon in den 1960er Jahren ins Blickfeld international aktiver Juristen und Institutionen. Beispielsweise hatte Amnesty International Material über einen Zeitraum von 15 Jahren gesammelt, das auf die Folterung von politischen Gefangenen hinweist. Eine Bestätigung fanden solche Angaben auch im UN-Komitee gegen Apartheid, das sich ab 1963 mit solchen Vorgängen befasste. Beweise hierzu legte es 1964 der 14. UN-Vollversammlung in einem Bericht vor. Das Catholic Institute for International Relations in London berichtete in seiner Schrift Torture, a cancer in our society 1978 über konkrete Folterpraktiken der südafrikanischen Polizei im damaligen Südwestafrika.
Südafrika votierte innerhalb der Generalversammlung der Vereinten Nationen vom 10. Dezember 1948 bei der Abstimmung über die Annahme der Allgemeinen Erklärung der Menschenrechte mit Enthaltung, ein halbes Jahr nach der Machtübernahme der Nasionale Party in Pretoria.
Als das im Oktober 1977 gebannte Christian Institute of Southern Africa einen Folterbericht unter dem Titel Torture in South Africa? in Kapstadt veröffentlichte, wurde dieser nach der damaligen Sicherheitsgesetzgebung verboten. Die Publikation listet Parlamentsprotokolle, Zeitungsberichte und amtliche Unterlagen zu solchen Vorgängen auf. Sie wurde im selben Jahr vom Evangelischen Pressedienst in einer deutschen Übersetzung in Frankfurt herausgegeben. Die Regierung Südafrikas reagierte auf diese und weitere vergleichbare Aktionen in der nationalen sowie internationalen Öffentlichkeit mit einer Verschärfung des Presserechtes.
Die Sicherheitspolizei musste nun durch die Regelungen von Section 9 im Police Amendment Act (No. 64 / 1978) keine diskreditierenden Berichterstattungen mehr befürchten. Um die Informationssperre möglichst perfekt auszugestalten, schritt der Gesetzgeber zu einer weiteren Einschränkung. Im Juni 1980 verabschiedete das Südafrikanische Parlament den Second Police Amendment Act (No. 82). Damit verbot man jegliche Berichterstattung über so genannten „Terrorismus“ (dessen Definition sehr weit gefasst war), sofern eine Information nicht ausdrücklich vom Innenminister oder dem Polizeipräsidenten erlaubt wurde. Als Terrorismus galten demnach bereits Vorgänge, die eine südafrikanische Behörde „in Verlegenheit“ bringen konnten. Medienredaktionen war es dadurch nicht mehr möglich, über Polizeiaktivitäten zu berichten, weil keine Klarheit darüber bestand, ob deren Ziel eine vermeintliche Terrorismusbekämpfung war. Ein Zuwiderhandeln war mit 15.000 Rand und/oder acht Jahren Gefängnis strafbelegt. Bereits mit dem Prisons Act (No. 8 / 1959) hatte die Regierung untersagt, „falsche“ Informationen über Gefängnisse zu verbreiten. Die Entscheidung über den tatsächlichen oder vermeintlichen Wahrheitsgehalt lag dabei nicht in den Redaktionen, sondern auf behördlicher Seite.
Der Oppositionssprecher für innenpolitische Fragen, Ray Swart von der Progressive Federal Party, kommentierte das Zweite Polizei-Ergänzungsgesetz von 1980 als ein Alarmzeichen für den Weg „des freien, demokratischen Südafrikas in ein Zwielicht“, als eine „kolossale Impertinenz“ und einen „gefährlichen Angriff“ auf das Informationsrecht der Öffentlichkeit.
Davon unbeeindruckt verstärkte der Staatsapparat die politisch gewollte Informationssperre über kritikwürdige Polizeiaktionen und jener mit ihr verbundenen Sicherheitskräften auf der Basis des Protection of Information Act (No. 84 / 1982). Journalisten war schließlich jegliche Berichterstattung zu polizeilichen und militärischen Aktionen gegen Oppositionelle untersagt, sogar die Nennung ihrer Namen wurde damit verboten. Zuvor bekannte Personen verschwanden dadurch aus der öffentlichen Wahrnehmung. Auch die Weitergabe entsprechender Informationen an ausländische Einrichtungen wie Medien, diplomatische Vertretungen, Behörden und Organisationen unterlag diesen strafbewehrten Restriktionen. Auf diese Weise versuchte das Apartheidregime die tatsächliche oder vom System vermutete Öffentlichkeitsarbeit der anderen Seite zu unterbinden.

#### Bewaffnung während der Apartheid

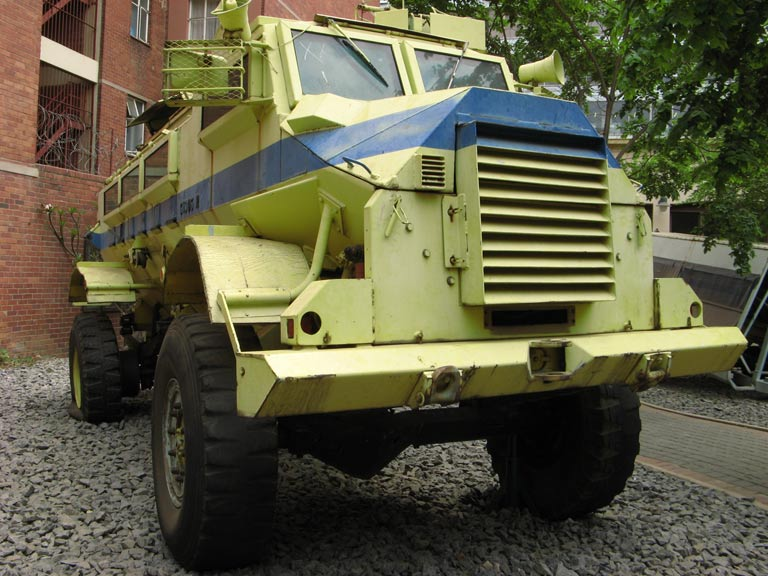
Der Casspir, ein gepanzertes Polizeifahrzeug der SAP

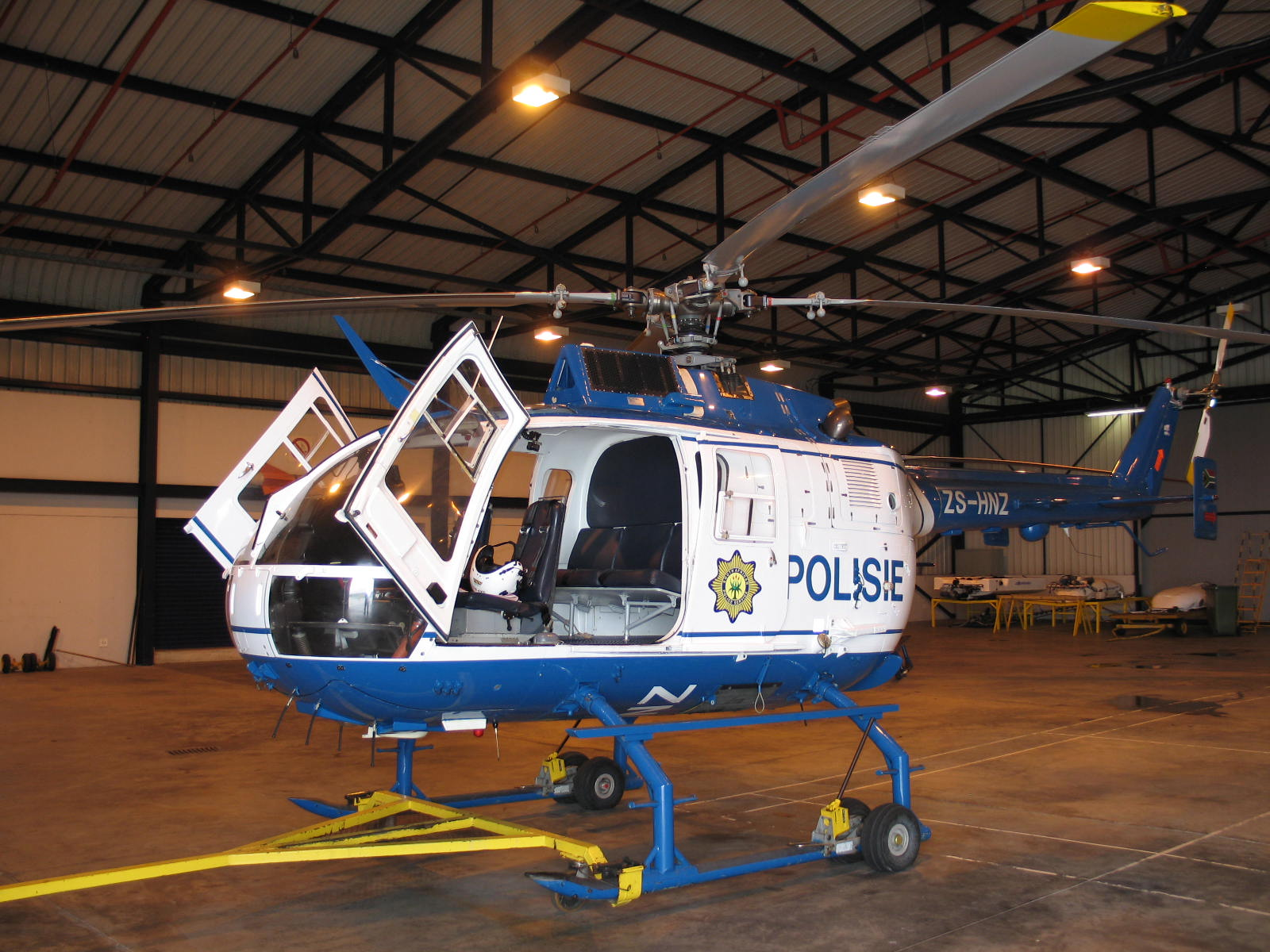
Südafrikanischer Polizeihubschrauber des Typs Bo 105

Zu den verwendeten Waffen gehörten 37-mm-Stopper-Gewehre, die mit Tränengas, Gummigeschossen und Signalreaketen schießen konnten, zwölfschüssige Browning-Pistolen, Beretta-Vorderschaft-Repetiergewehre, halbautomatische Gewehre des Typs R-1 und HMC-Maschinenpistolen. Anfang der 1990er Jahre wurde die Polizei mit Fahrzeugen ausgestattet, die Rauch und Tränengas verteilen konnten, Wasserwerfern, Fahrzeugen, die Stacheldrahtsperren auslegen konnten, und zahlreichen Flugzeugen und Helikoptern zur Überwachung, Führung der Bodenkräfte, Verbrechensbekämpfung, schnellem Transport von Polizeikräften und Transport von Personen. Zu den Hubschraubern gehörten die Typen Bölkow Bo 105 und Kawasaki BK 117. Dazu kamen spezielle Busse für Polizisten in der Aufstandsbekämpfung sowie gepanzerte Personentransporter vom Typ Casspir.

#### Personalprobleme
Die SAP hatte mit zahlreichen Abgängen zu kämpfen. Zeitweise gaben durchschnittlich zwölf Polizisten pro Tag ihren Dienst auf, im Januar und Februar 1990 sogar 20 Polizisten pro Tag. Die meisten „weißen“ Polizisten waren afrikaanssprachig. Nachdem die Möglichkeit eröffnet worden war, statt zwei Jahren Wehrdienst in der SADF drei Jahre Polizeidienst zu leisten, stieg die Zahl der englischsprachigen Polizisten. Im selben Jahr wurde die Municipal Police (etwa: „Gemeindepolizei“) gegründet, die 1989 zur SAP kam, um die hohe Zahl der Abgänge zu kompensieren.
Das South African Police Memorial in den Union Building Gardens von Pretoria erinnert an alle Polizisten, die in der Ausübung ihres Dienstes das Leben verloren. Die feierliche Grundsteinlegung wurde durch den damaligen Polizei-Commissioner und ehemaligen Chef der Sicherheitspolizei M.C.W. Geldenhuys vorgenommen. Der damalige Präsident Pieter Willem Botha enthüllte es am 17. Oktober 1984, was auf einer der zentralen Inschriftenplatten vermerkt ist. Der Entwurf stammt vom Architektenbüro Marees & Sons.
Von 1985 bis 1990 starben rund 400 Polizisten im Dienst, vor allem Schwarze. Unter den getöteten Polizisten befanden sich Personen, die bei Angriffen mit automatischen Waffen, Brandsätzen oder Sprengsätzen ums Leben kamen.

#### Südwestafrika

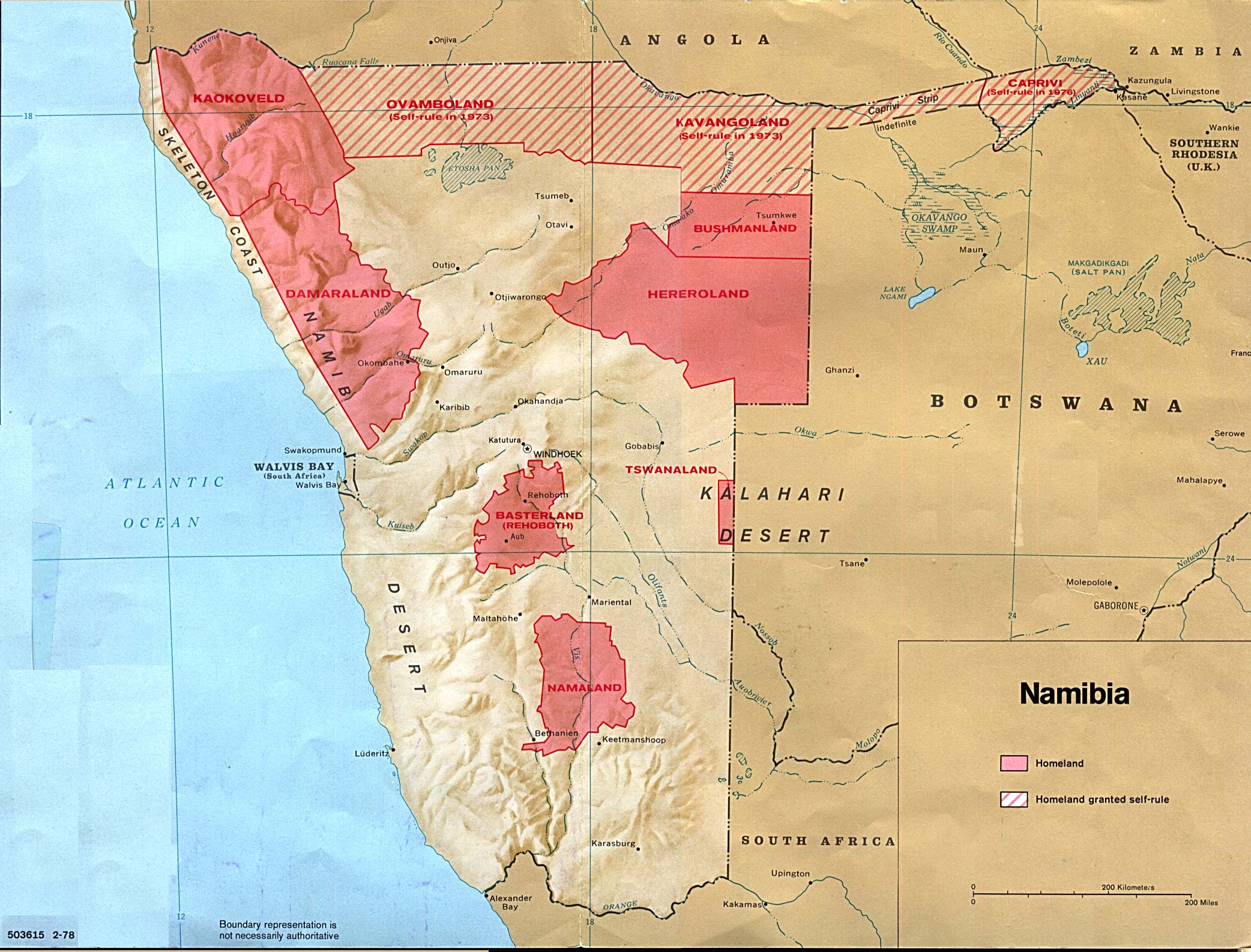
Lage der ehemaligen Homelands im damaligen Südwestafrika (heute Namibia)

Als Südafrika 1954 in die Verwaltungsautonomie von Südwestafrika eingriff, verfolgte die Regierung in Pretoria parallel zum eigenen Land eine Politik der „getrennten Entwicklung“ (Separate Development). Auf der Basis des 1964 veröffentlichen Odendaal-Planes betrieb man die Bantustanisierung von Südwestafrika, wobei der Polizei eine militante Ordnungs- und Kontrollfunktion zukam.
Die SAP gab Mitte 1974 die Zuständigkeit für den Norden Südwestafrikas an die SADF ab. Die sich zuspitzenden Konfrontationen zwischen südafrikanischen Sicherheitskräften und den hit and run-Aktivitäten von Kämpfern der PLAN hatten zu einem eskalierenden Konflikt erheblichen Ausmaßes geführt, dem die SAP nicht mehr gewachsen war. Die SADF marschierte von dort aus 1975 in Angola ein. Im Norden des Landes befanden sich die drei zur formellen Unabhängigkeit geführten Homelands mit dem größten Konfliktpotential im Land.
1981 verlor die SAP ihre Zuständigkeit für das übrige Südwestafrika an die wiedergegründete South West African Police (SWAPOL), die aber weiterhin eng mit der südafrikanischen Regierung zusammenarbeitete.

### Das Ende der Apartheid
Nachdem Staatspräsident Frederik Willem de Klerk 1990 den Bann gegen oppositionelle Organisationen aufgehoben hatte und zahlreiche politische Gefangene entlassen worden waren, instruierte er die Polizei, an der Abschaffung der Apartheid mitzuwirken, größere politische Toleranz zu zeigen und ihr Ansehen in den Townships zu verbessern. So waren es Polizisten der SAP, die Mitglieder der verdeckt operierenden Militäreinheit Civil Cooperation Bureau wegen deren Verbrechen verhörten. Im selben Jahr waren es aber auch hochrangige Polizisten, die vor der von der Regierung eingesetzten Harms-Kommission ihre – später nachgewiesene – Beteiligung an Gewalttaten leugneten.
Das Klima der ausufernden Gewalt Anfang der 1990er Jahre war eine Herausforderung für die Polizei, da sich die Konflikte zwischen zahlreichen rivalisierenden Kräften abspielten. Zugleich wurde die SAP verdächtigt, an der Ausbreitung der Konflikte teilzuhaben. Um die Aufgaben zu lösen, wurde die Polizei deutlich aufgestockt. Währenddessen betrug die Reserve mindestens 37.000 Polizisten. Im Jahr 1991 wurde eine neue Einheit mit 17.500 Mitarbeitern als fünfte Abteilung in der SAP zur Unterdrückung und Kontrolle von Unruhen gegründet. Sie wurde Internal Stability („Interne Stabilität“) genannt.
Der Minister für Recht und Ordnung Hernus Kriel ernannte 1991 einen Ombudsman, um das Fehlverhalten von Polizeieinheiten untersuchen zu lassen. Er verstärkte die Anwerbung schwarzer Polizisten. Unter seinem Einfluss entwickelte sich ein allgemein akzeptierter Verhaltenskodex und es erhöhte sich die Zahl der Ausbildungsstätten. 1992 formte er die SAP in eine dreigeteilte Organisation um. Sie bestand aus der National Police, die sich um die innere Sicherheit und schwere Verbrechen kümmern sollte, autonomen Polizeieinheiten auf Provinzebene, die für die Verbrechensverhinderung und die allgemeine Ruhe und Ordnung verantwortlich waren, sowie Einheiten auf Gemeindeebene, die für die örtliche Durchsetzung der Gesetze und kleinere Delikte zuständig waren. In fast jeder Polizeistation wurden Gesprächskreise zwischen Polizei und der Bevölkerung eingerichtet.
Der letzte Police Commissioner der SAP war von 1990 bis 1995 Johann van de Merwe. Nach dem Scheitern der Harms-Kommission untersuchte von 1991 bis 1994 die Goldstone-Kommission Gewaltakte in Südafrika, darunter auch solche, die durch Angehörige der SAP verübt worden waren. Dazu gehörte die geheime Zusammenarbeit mit Mitgliedern der Inkatha Freedom Party und der KwaZulu Police in Natal und KwaZulu, die den ANC schwächen sollte. Zahlreiche Polizisten, die vor der Kommission aussagen wollten, wurden von Vorgesetzten bedroht; belastende Dokumente wurden vernichtet. Die Kommission verfasste auch Berichte über Gewalttaten gegen Polizisten.
Zahlreiche ehemalige Polizisten wurden in rechtsgerichteten Gruppierungen aktiv, etwa Eugène Terre’Blanche, der die Afrikaner Weerstandsbeweging gründete.
1995 nahm die Polizei die Polizeikräfte der vormaligen Homelands Bophuthatswana, Ciskei, Gazankulu, KaNgwane, KwaNdebele, KwaZulu, Lebowa, QwaQwa, Transkei und Venda auf. Zugleich wurde sie in South African Police Service umbenannt.

### Organisation der SAP in den letzten Jahren ihres Bestehens
1988 leitete Polizeigeneral De Witt eine Untersuchungskommission zur Umstrukturierung der SAP, deren Ergebnisse 1989 veröffentlicht wurden und zu Reformen führten. Dazu gehörte die Dezentralisierung in elf Regionen. Die Polizei wurde auch nach der Umstrukturierung vom Commissioner of the Police geleitet. Er leitete einen Generalstab aus 50 Mitgliedern, die die Ränge General, Lieutenant general oder Major general innehatten. Dazu gehörten die elf regionalen Commissioner und Stellvertreter, die Chefs der Teilkräfte und Stellvertreter sowie einige Generäle der Homeland-Polizeikräfte, etwa von KwaZulu.
1991 wurden vier Super-Generals eingeführt, die die vier Divisionen Crime Combatting und Investigation (diese beiden wurden 1992 zur Crime Combatting and Investigation Division (CCI) zusammengelegt), Security Branch und Detective Branch leiteten. Die Polizeikräfte wurden ferner in den Uniform Branch und den Operational Branch eingeteilt.
Ende 1990 waren in der SAP 56.423 Vollzeitpolizisten angestellt, 10.128 Zivilisten, 1168 Teilzeitpolizisten, 8838 Kitskonstabels und 855 National Service Men (Polizeidienstleistende). Es gab 8670 freie Stellen. Mitte 1991 hatte die SAP eine Personalstärke von rund 109.000, davon 96.300 Polizisten.

## Besondere Ereignisse und Polizeieinheiten

### Das Sharpeville-Massaker
Am 21. März 1960 eröffneten SAP-Offiziere in der Township Sharpeville das Feuer auf Demonstranten, die außerhalb der Polizeistation gegen die Passgesetze demonstrierten. Dabei töteten die Polizeikräfte 69 Menschen, rund 180 wurden verletzt. Das Ereignis mündete im Ausnahmezustand und in der Bannung des African National Congress (ANC) und des Pan Africanist Congress (PAC). Der 21. März ist seit 1995 in Südafrika ein gesetzlicher Feiertag und 1966 von den Vereinten Nationen als Gedenktag zum Internationalen Tag gegen Rassismus erklärt worden.

### Der Aufstand in Soweto
Ab dem 16. Juni 1976 protestierten zahlreiche Schüler und Studenten gegen die Einführung der Amtssprache Afrikaans als Unterrichtssprache an „schwarzen“ Schulen. Die Polizei ging massiv dagegen vor. Rund 500 Demonstranten wurden von den Polizeieinheiten getötet. Das Apartheidregime setzte hier die paramilitärische Spezialtruppe Riot Squad ein, deren Mitglieder aus kasernierten Verbänden der Bereitschaftspolizei zusammengestellt wurden.
Der 16. Juni ist heute ebenfalls ein gesetzlicher Feiertag.

### Tod von Steve Biko
Steve Biko, der Gründer des Black Consciousness Movements, starb am 12. September 1977 nach schweren Misshandlungen in Polizeihaft.

### Die Einheit „Koevoet“ in Südwestafrika
1978 gründete die SAP in Namibia die Einheit Koevoet, die im Unabhängigkeitskrieg in Namibia gegen die PLAN kämpfte. Dabei tötete sie 3861 PLAN-Kämpfer, während die eigenen Verluste bei 153 lagen. 1981 wurde Koevoet von der SWAPOL übernommen. Die Einheit blieb bis 1989 bestehen und wurde dann aufgelöst.

### Security Branch
Der Security Branch (sinngemäß: „Sicherheitspolizei“) war in mindestens sechs Desks (wörtlich: „Schreibtische“; praktisch: Operationseinheiten) gegliedert. Desk A stand für die Überwachung der politischen Aktivitäten anderer Länder in Bezug auf Südafrika, Desk B für „technische Arbeiten“, Desk C für Counter Insurgency gegen Aktionen von ANC und PAC, Desk D betreute Doppelagenten, die im Umkhonto we Sizwe aktiv waren. Einige Desks waren thematisch unterteilt, etwa Desk C. Die Desks gab es im ganzen Land, wobei in kleineren Polizeistationen ein Polizist mehrere Desks zu betreuen hatte.
Aus Teilen der Security Branch entstand 1969 das South African Bureau for State Security (BOSS). Der vormalige Chef der Sicherheitspolizei, Hendrik van den Bergh, übernahm die Leitung von BOSS. Nach einer damaligen Regierungsverlautbarung sollte BOSS dazu dienen, die Aktivitäten der Security Branch und der nachrichtendienstlichen Abteilung der südafrikanischen Streitkräfte zu koordinieren. Beide Dienste hatten jedoch mit einem gewissen Erfolg den Einfluss durch diese übergeordnete Ebene abgewehrt. Eine Verantwortungsübertragung über Polizeiarrest und Hafteinrichtungen wurde von den Beamten des BOSS abgelehnt.
Bei den Verhören von politischen Gefangenen durch die Security Branch wurden Foltermethoden extensiv und systematisch angewandt. Als Belege dafür existieren viele Erlebnisdokumentationen und Körperverletzungen wie Kieferbrüche, Schlagmerkmale, Quetschungen im Gesicht und an anderen Körperteilen, Brandmerkmale an den Fingern, Kopfhautverletzungen mit Blutungen und andere Merkmale. Trotz der repressiven Haltung des Staates gegen die Dokumentationen solcher Verbrechen fanden sich Angehörige der Folteropfer, meist deren Eltern, in einem Aktionskreis zwecks Protestnoten und Unterstützung der Betroffenen zusammen. Diese Organisation war 1981 gegründet worden und konnte bis zu ihrer Bannung im Jahre 1988 viele Folterereignisse und Menschenrechtsverletzungen dokumentieren. Dieses Detainees Parents Support Committee (DPSC, deutsch etwa: „Unterstützungskomitee der Eltern politischer Häftlinge“) trat im März 1982 an 50 Ärzteorganisationen im Ausland heran, um Unterstützung für einer Kampagne zu erhalten, die es unabhängigen Medizinern erlauben sollte, die politischen Gefangenen auf Folterspuren zu untersuchen.
Im April 1982 übergab diese Organisation dem Minister für „Recht und Ordnung“ Louis Le Grange ihr „Memorandum über den Mißbrauch politischer Gefangener durch die Sicherheitspolizei“. Dieser wies die darin aufgeführten Vorfälle zurück und drohte mit der Anwendung der section 27 im Police Act, d. h. mit Eröffnung eines Strafverfahrens, wenn die Vorwürfe gegen die Polizei nicht bewiesen werden würden. Im September legte die Organisation DPSC als Antwort auf des Ministers Reaktion 70 Aussagen von Gefangenen und ehemaligen Inhaftierten vor, die so erdrückend waren, dass der Minister die Elternorganisation fortgesetzt bedrohte. Schließlich bestätigten viele Medizinergruppen die Folgen der Folteranwendungen durch die Security Branch und im Allgemeinen der Polizei. Unterstützung zur Feststellung der verbrecherischen Misshandlungen kam von einem Psychiatrieprofessor der University of California, von Charl Vorster an der Randse Afrikaanse Universiteit und vom Vizekanzler der University of Cape Town, Stuart John Saunders. Nach öffentlicher Kontroverse ergab es sich schließlich, dass die Polizei zu einem anderen Verhalten angewiesen wurde. Allgemeine Praxis war es bis dahin, dass dokumentierte Gewaltanwendungen durch die Beamten der Security Branch von den staatlichen Stellen entschieden abgestritten, bagatellisiert oder als Fehlverhalten einzelner Polizisten dargestellt wurden. Nachgewiesene Verletzungen der Gefolterten fanden in den behördlich eingesetzten Untersuchungsgremien abenteuerliche Begründungen. Zu den häufigsten Erklärungen für solcher Tatbestände unter den meist in Einzelhaft gehaltenen und sehr gut bewachten politischen Gefangenen zählten die Taten vermeintlicher Mitgefangener oder Fluchtversuche. International fiel dagegen auf, dass zu dieser Zeit von keinem anderen Land über eine solche Häufung von Treppen- und Fensterstürzen sowie ungewöhnlicher Unfälle unter Haftbedingungen berichtet wurde, als sie sich in den Dienstbereichen der Security Branch ereignet hatten.
Der ehemalige südafrikanische Doppelagent Craig Williamson war ein Offizier des Security Branch. Er leitete den Auslandsdienst und ist für mehrere Morde und weitere Verbrechen verantwortlich. Er galt als Apartheid Superspy („Superspion der Apartheid“). Für seine brutalen Verhörmethoden und als leitender Untersuchungsführer der SAP Security Branch wurde Theunis Jacobus Swanepoel bekannt. Seine führende Mitwirkung am Polizeiterror in den 1960er und 1970er Jahren gegen die südafrikanische Zivilbevölkerung wurde später in der Wahrheits- und Versöhnungskommission erörtert und damit öffentlich gemacht. Zu den Folteropfern in seinem Verantwortungsbereich gehörte beispielsweise der Jurist Albie Sachs.

### Vlakplaas
1979 gründete die SAP die Einheit C10 (später C1), die für die Aufstandsbekämpfung zuständig war und zeitweise vom ehemaligen Koevoet-Mitglied Eugene de Kock geführt wurde. Bis 1993 wurde die Einheit von der Farm Vlakplaas aus geleitet. C1 war eine paramilitärische Todesschwadron, die Gegner der Apartheid-Regierung tötete oder „umdrehte“. C1 war auch für mehrere tödliche Bombenangriffe gegen Anti-Apartheid-Aktivisten verantwortlich, einschließlich Mitgliedern des ANC. Auf der Vlakplaas-Farm wurden zahlreiche Gegner der Apartheid hingerichtet. Zu den bekanntesten Opfern zählen Griffiths Mxenge und seine Frau Victoria Mxenge. In zahlreiche Aktivitäten von C1 waren auch die ehemaligen SAP-Offiziere Willem Schoon und Dirk Coetzee führend eingebunden.

### Special Task Force
1976 wurde die Special Task Force (STF; etwa „Besondere Eingreiftruppe“) gegründet, deren Mitglieder ein Training bei der SADF erhielten und meist im Geheimen operierten. Sie wurden gegründet, um in Rhodesien am Boden effektiver gegen die Guerillas kämpfen zu können.

## Nachwirkungen
Bei den Verhandlungen der Wahrheits- und Versöhnungskommission (TRC) wurden ab 1995 auch Verbrechen aufgearbeitet, die während der Apartheidszeit durch Polizisten begangen worden. Viele Details der von Polizisten begangenen Verbrechen wurden erst auf diese Weise bekannt. Zahlreichen führenden Polizisten wurde die Amnestie verweigert.

## Traditionspflege

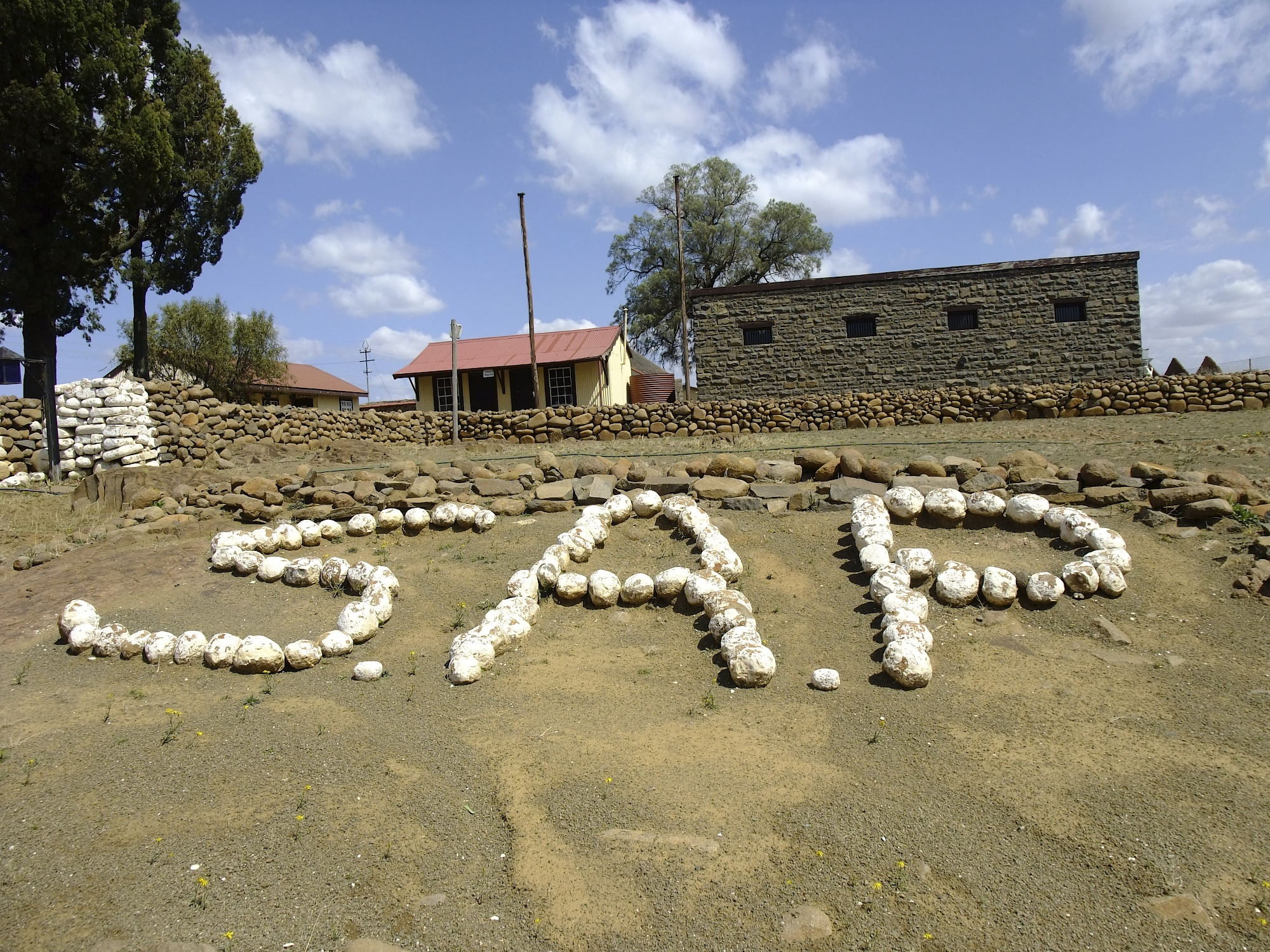
Polizeimuseum in einer ehemaligen ländlichen Polizeistation in Ventersburg

Das am 29. Oktober 1983 eröffnete Polizeimuseum von Ventersburg (in der heutigen Provinz Freistaat) in einer historischen ländlichen Gebäudegruppe steht heute unter Denkmalschutz und ist deshalb bei der staatlichen Agentur South African Heritage Resources Agency gelistet.